# Пітер Зайхан
Пітер Генрі Зайхан (англ. Peter Henry Zeihan; нар.18 січня 1973) — американський письменник, аналітик геополітики.